# ユーニス・ケネディ・シュライバー
ユーニス・ケネディ・シュライバー（Eunice Mary Kennedy Shriver, 1921年7月10日 – 2009年8月11日）は、アメリカの慈善家、活動家。ケネディ家の出身であり、スペシャルオリンピックスの創設者としても知られる。

## 人物
1921年、ジョセフ・P・ケネディとローズ・ケネディの3女としてマサチューセッツ州ブルックラインに生まれる。兄に第35代アメリカ合衆国大統領ジョン・F・ケネディ、姉にローズマリー・ケネディらがいる。
1941年にスタンフォード大学で社会学の学士を取得し、国務省に務める。その後、司法省で少年非行問題のプロジェクト等を担当した。
1953年にはサージェント・シュライバーと結婚する。
「知的障害があっても、スポーツを心から楽しむチャンスが与えられるべきだ」との信念から、1962年にスペシャルオリンピックスの先駆けとなるキャンプシュライバーを開催した。1968年7月20日にシカゴで第1回スペシャルオリンピックスを開催し、同年12月には非営利組織「スペシャルオリンピックス」が国際本部として設立された。
2008年、アメリカ合衆国議会は保健福祉省所管の国立小児保健・人間発達研究所（NICHD）の正式名称をユーニス・ケネディ・シュライバー国立小児保健・人間発達研究所に変更した。
2009年8月11日、マサチューセッツ州ハイアニスのケープ・コッド病院で亡くなった。

## 受賞歴
- ラスカー・ブルームバーグ公益事業賞 (1966)
- 大統領自由勲章（1984）
- アメリカ女性殿堂（1998）[2]
- 大聖グレゴリウス勲章 (2006)
- ローレウス世界スポーツ賞スポーツ貢献賞（2008）

## 関連事項
- ケネディ家
- ケネディ家#第3世代
- スペシャルオリンピックス